# Louis-Joseph-Arthur Melanson
Louis-Joseph-Arthur Melanson (* 25. März 1879 in Trois-Rivières, Québec, Kanada; † 23. Oktober 1941 in Campbellton, New Brunswick) war ein kanadischer Geistlicher und römisch-katholischer Erzbischof von Moncton.

## Leben
Louis-Joseph-Arthur Melanson empfing am 9. Juli 1905 durch den Bischof von Chatham, Thomas Francis Barry, das Sakrament der Priesterweihe. 
Am 25. November 1932 ernannte ihn Papst Pius XI. zum Bischof von Gravelbourg. Der Apostolische Delegat in Kanada, Erzbischof Andrea Cassulo, spendete ihm am 22. Februar 1933 die Bischofsweihe; Mitkonsekratoren waren der Erzbischof von Regina, James Charles McGuigan OMI, und der Bischof von Chatham, Patrice Alexandre Chiasson CIM.
Pius XI. ernannte ihn am 16. Dezember 1936 zum ersten Erzbischof von Moncton.